# Ľubovec
Ľubovec es un municipio del distrito de Prešov en la región de Prešov, Eslovaquia, con una población estimada a final del año 2024 de 525 habitantes.
Se encuentra ubicado en el centro-sur de la región, en el valle del río Torysa (cuenca hidrográfica del río Tisza) y cerca de la frontera con la región de Košice.

## Demografía
| Año        | 1994 | 2004    | 2014    | 2024    |
| ---------- | ---- | ------- | ------- | ------- |
| Población  | 499  | 513     | 501     | 525     |
| Diferencia |      | +2,80 % | −2,33 % | +4,79 % |

| Año        | 2023 | 2024    |
| ---------- | ---- | ------- |
| Población  | 514  | 525     |
| Diferencia |      | +2,14 % |